# Nu jaune
Nu jaune est un tableau réalisé par la peintre ukrainienne Sonia Delaunay en 1908. Cette huile sur toile représente une jeune femme allongée sur le côté, son corps nu traité en jaune. Achetée en 1987, la peinture est conservée au sein des collections du musée d'Arts de Nantes, à Nantes, en France.

## Description et analyse
Nu jaune représente une femme nue, allongée sur un tapis de manière lascive. Il représente le cliché des prostituées à bas noirs.
Sonia Delaunay mêle dans ce tableau des influences au primitivisme (les traits grossiers du visage), la gravure du bois (le cerne noir contournant le corps), le fauvisme et l’expressionnisme.
C’est le tableau de jeunesse de l’artiste le plus abouti, montrant l’obsession de l’artiste pour la couleur. Il fait entrer Sonia Delaunay dans la peinture moderne germanique.

### Le corps représenté
Dans ce tableau, Sonia Delaunay remet en question les lois de la représentation anatomique académique. Elle représente un corps nu non idéalisé et avachi où entre en tension l’érotisme du sujet représenté (une prostituée), avec l’académisme de la pose. Le caractère provocateur est renforcé avec l’utilisation très contrastée de couleurs acides et expressives.
Les contrastes de couleurs construisent les formes du corps, intensifiés par le travail de la ligne du cerne noir et rouge. Elle utilise notamment le cerne et le travail de la ligne pour donner de l’importance à la couleur. Le cerne vient également le corps de la femme, semblant en lévitation dans le décor du tableau.

### Le visage
Le visage de la femme du Nu jaune est fermé, presque inexpressif. Le visage est peint comme un masque avec des formes géométrisées, l’encadrement de la chevelure et un maquillage exagéré qui semble cacher la personnalité de la jeune fille. On y retrouve l’usage expressif et autonome des couleurs où s’alternent les couleurs chaudes et froides. Avec les traits accusés apportant de l’exotisme au visage, on ressent les influences fauves et cubistes de la peintre.

### Le travail de la couleur[9]
- Le jaune : acide et lumineux, il intensifie la figure provocatrice et lascive du nu.

- Le bleu : mêlé au cerne noir, les reflets bleu-vert prononcent les reliefs du corps déformé et des muscles fatigués[3]. On retrouve du bleu également au second plan du tableau : dans les formes géométriques et le coussin. Cette utilisation plus géométrique découpe la toile, en ajoutant de la verticalité en travers du fond rouge grenat du tableau.

- Le vert : mêlé au cerne noir, il rehausse les aplats de noir des bas et des cheveux de la femme.

- Le rose : présent pour surligner les joues creusées de la femme, il construit géométriquement son visage.

- Le rouge grenat : présent au deuxième plan, il agresse et se superpose avec les couleurs acides et lumineuses du premier plan.